# 살루스티우스

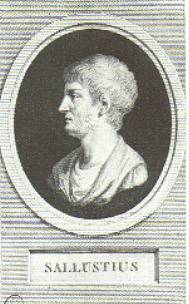

살루스티우스(Gaius Sallustius Crispus, 기원전 86년~기원전 34년)는 고대 로마의 역사가이다. 공화정 말기의 내란 때는 카이사르파에 속해 카이사르의 총애를 받아 누미디아 총독으로까지 출세했으나 그 후 정치생활에서 물러나 장차 황실의 재산이 되는 호장한 정원에서 여생을 역사 저작에 바쳤다.

## 저작
- 카틸리나 전쟁(Bellum Catilinarium, 기원전 43?) - 기원전 63년 카틸리나라는 로마 귀족이 국가전복을 기도, 반란군을 모았던 사건을 주제로 하고 있다.

- 유구르타 전쟁(Bellum Jugurthinum, 기원전 41?) - 누미디아 왕 유구르타와의 전쟁(기원전 111-기원전 106)을 다루고 있다. 그는 카이사르나 그 이전의 연대기적 작가처럼 연대순에 따르지 않고 하나의 사건을 추구한 최초의 역사가이다. 효과적인 박력 있는 문체를 사용, 평범한 표현을 피하고 고상한 용어를 선택함으로써 역사 기술의 문학적 수준을 높였으며 동시에 과학적인 방법을 도입해서 사건의 원인과 인간행위의 동기를 의식적으로 설명한 점에서 주목할 만한 작가이다.